# 稲荷神社 (鴻巣市上会下)
稲荷神社（いなりじんじゃ）は、埼玉県鴻巣市の神社。

## 歴史
天正年間（1573年 - 1592年）に創建された。信濃国筑摩郡岡田（現・長野県松本市）出身の岡田義忠の子の義徳が、家臣とともに当地を開拓したのが、当社の起源である。
1871年（明治4年）、近代社格制度に基づく「村社」に列せられ、1909年（明治42年）の神社合祀により、周辺の8社（摂末社含む）が合祀された。合祀された旧神社の境内は更地にして田畑として貸し付けられたが、戦後の農地改革により没収されてしまった。
かつては、三峰講・榛名講・石尊講などの講が組織されていたが、第二次世界大戦の最中に廃絶してしまった。

## 交通アクセス
- 路線バス榎戸停留所より徒歩25分。